# هومر استرایکر
هومر استرایکر (انگلیسی: Homer Stryker؛ ۴ نوامبر ۱۸۹۴ – ۵ مه ۱۹۸۰) پزشک، جراح و کارآفرین اهل ایالات متحده آمریکا بود، که در سال ۱۹۴۱ شرکت استرایکر کورپوریشن را تأسیس کرد.